# Syndicat national des espaces de loisirs, d'attractions et culturels
Le Syndicat national des espaces de loisirs, d'attractions et culturels (SNELAC) est un syndicat professionnel et patronal ouvert à tous les espaces de loisirs et culturels recevant un public familial dans un espace clos et aménagé en France. Le SNELAC regroupe notamment des Parcs d'attractions, parcs aquatiques ou parcs animaliers, parcs à thème ou à vocation scientifique, sites culturels et sites naturels.
Le SNELAC est représentatif à 85,15% dans la convention collective nationale des espaces de loisirs, d'attractions et culturels (n° 1790).

## Historique
Le Syndicat National des Parcs de Loisirs et Attractions, également dénommé "France Parcs", est au départ une association loi 1901, déclarée le 5 décembre 1983 et publié au journal officiel le 4 janvier 1984. L'objet initial de cette association était de : "grouper les exploitations privées de parcs aménagés ayant des attractions fixes et mobiles, percevant un droit d'entrée ou paiement à chaque attraction, et promouvoir une meilleure connaissance des parcs de loisirs et d'attractions dans le cadre du développement de loisirs sains, attrayants et éducatifs".

### La convention collective
En France, le travail est réglementé par des dispositions légales et des jurisprudences inscrites au Code du travail. Il s’agit de la base légale et réglementaire qui encadre la grande majorité des thèmes liés au travail, comme sa durée, le fonctionnement de sa rémunération ou encore les droits et les devoirs des entreprises et des salariés.
Les dispositions du Code du travail sont législatives, c’est-à-dire votées par le parlement (Assemblée Nationale et Sénat).
Cependant la loi française ne sert que de base légale (salaire minimum revalorisé chaque année fonction du coût de la vie, durée maximum de travail, etc.). Au-delà de la base légale, il existe un deuxième niveau de réglementation du travail qui est fixé non par la loi mais par la négociation entre les partenaires sociaux au sein de branches professionnelles.
Le troisième niveau se situe au sein de l’entreprise sous la forme d’accords d’entreprise négociés entre la direction et les représentants du personnel.
Avec l'arrivée des majors à la fin des années 80, début des années 90, le secteur a dû se structurer et se professionnaliser pour répondre aux contraintes d'exploitation propres aux espaces de loisirs : saisonnalité, météo dépendance, etc.
C'est ainsi que le 5 janvier 1994 née la convention collective nationale des espaces de loisirs, d'attractions et culturels négociée initialement par :  
- Organisations d'employeurs : SNELAC, anciennement France parcs ; Syndicat National des Discothèques et des Lieux de Loisirs (SNDLL).
- Organisations syndicales des salariés : CFDT ; CFE-CGC ; CGT-FO-FEC.

### Années d'ouverture des majors
Futuroscope : 31 mai 1987
Parc Astérix : 27 avril 1989
Puy du Fou, anciennement Grand Parc du Puy du Fou : 10 juin 1989
Disneyland Paris, anciennement Euro Disney Resort : 12 avril 1992

## Présentation
Aujourd'hui, le SNELAC est un syndicat patronal régit par la loi du 21 mars 1884 dite Waldeck-Rousseau relative aux syndicats professionnels.
Il porte la voix des espaces de loisirs et culturels et défend leurs intérêts auprès des différentes parties prenantes. Le SNELAC est déclaré auprès de la Haute Autorité pour la Transparence de la Vie Publique comme organisation professionnelle agissant au niveau national et européen dans les domaines suivants : 
• Arts, patrimoine culturel 
• Concurrence, consommation
• Défense, sécurité
• Economie
• Education, enseignement supérieur, formation
• Travail, emploi, solidarité
• Fiscalité, finances publiques
• Environnement
• Médias, industries culturelles
• Sports, loisirs, tourisme
Le SNELAC veille et analyse le secteur et son environnement national et international. Il pilote des observatoires pour anticiper les tendances, les attentes des visiteurs, projets et investissements. Il informe ses adhérents des projets en matière sécuritaire, sociale, fiscale. Il fait connaître et valorise la diversité des activités et métiers des sites de loisirs et culturels.

### La branche professionnelle
Le SNELAC est à l'origine de la création de la convention collective nationale des espaces de loisirs, d'attractions et culturels.
La branche professionnelle, qui regroupe les entreprises appliquant cette convention collective, est constituée très majoritairement de TPE familiales qui maillent l’ensemble du territoire français. Le secteur compte 3 100 entreprises dont 93 % emploient moins de 10 salariés. Celles-ci sont créées par des entrepreneurs passionnés par l’accueil et le divertissement, aux côtés des majors comme, Disneyland Paris, le Futuroscope, le Puy du Fou ou le Parc Astérix. Ce maillage et cet ancrage dans le territoire sont fondamentaux : ils structurent l’économie de la région et permettent à chacun de profiter des sites.

### Le secteur d'activités
Depuis trente ans, les espaces de loisirs, d’attractions et culturels ne cessent de se développer. Avec plus de 63 millions de visites en 2019, un chiffre d’affaires de 3 milliards d’euros et 50 000 salariés, ce secteur contribue à la richesse touristique et culturelle française.
Les sites de loisirs et culturels représentent un élément central dans l’industrie du divertissement. Ils ont su allier une innovation constante pour attirer un public en quête d’émotions, un rapport qualité/prix les rendant accessibles à tous et des taux de rentabilité leur permettant de réinvestir dans de la nouveauté. Cette dynamique explique le succès de ces entreprises malgré des contraintes fortes d’environnement et de gestion. Le marché français est aujourd’hui arrivé à maturité : l’offre est dense, multiple et répartie sur l’ensemble du territoire. Les sites de loisirs et culturels font désormais partie du paysage économique, mais aussi du mode de vie
des consommateurs : 85 % d’entre eux viennent en famille ou entre amis et ils sont nombreux à revenir puisque près des deux tiers (60 %) ont déjà fréquenté le dernier site visité. Ce taux concerne, notamment, trois visiteurs sur
quatre des parcs d’attractions.

## Autres caractéristiques
Année de fondation : 1983
Convention Collective Nationale des Espaces de Loisirs d’Attractions et Culturels : 1994 - IDCC 1790
Ancien nom : 
"Syndicat National des Parcs de Loisirs et Attractions - France Parcs" (1983 - 1998) 
Président : François Fassier, directeur de la division parcs de loisirs de la Compagnie des Alpes